# Novo Aripuanã

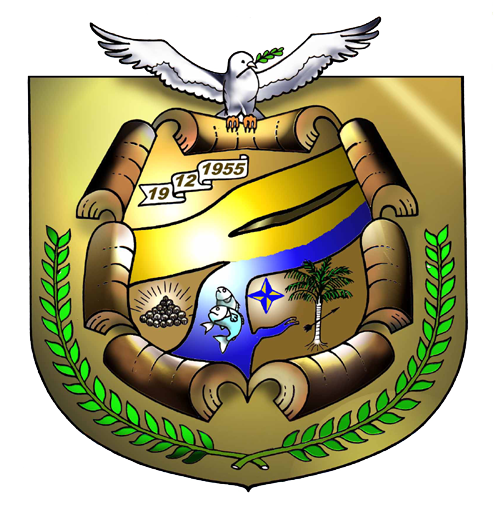
Brasão de Novo Aripuanã

Novo Aripuanã é um município brasileiro no interior do estado do Amazonas, Região Norte do país. Pertencente à Mesorregião do Sul Amazonense e Microrregião do Madeira, sua população, de acordo com estimativas do Instituto Brasileiro de Geografia e Estatística (IBGE) em 2021, era de 26 443 habitantes. Sua área territorial é de 41.191 km², o que faz deste um dos maiores municípios do Brasil em área territorial.

## História
O município de Novo Aripuanã é constituído de território desmembrado de Borba e Manicoré, por isso está sua história ligada estreitamente à desses municípios. O rio Madeira é a principal via de acesso de toda a zona a que dá o nome.
Datam de 1637 os registros das primeiras penetrações no rio Madeira, em sequência à expedição de Pedro Teixeira, ligando Belém do Pará a Quito, no Equador. Primitivamente habitavam a região os índios Torás, Barés, Muras, Urupás e Araras, entre outros.
Em 19 de dezembro de 1955, pela Lei Estadual nº 96, foi criado o município de Novo Aripuanã, desmembrado dos municípios de Borba e Manicoré, e constituído pelo território dos distritos de Foz do Aripuanã e Sumaúma, do primeiro, e dos subdistritos de Alvorada, Manicorezinho e Itapinima, do segundo, tendo como sede a Vila de Foz do Aripuanã, elevada à categoria de cidade.
Em 10 de fevereiro de 1956 ocorreu a instalação do município, sendo seu primeiro prefeito, nomeado pelo governador do Estado, o sr. Wilson Paula de Sá. Em 10 de dezembro de 1981, pela Emenda Constitucional nº 12, Novo Aripuanã perdeu parte de seu território em favor do novo município de Apuí.

## Geografia
Sua população estimada em 2014 era de 23 905 habitantes.
Numa área da floresta amazônica equivalente ao tamanho de alguns quarteirões existem mais espécies vegetais que em toda a Europa. É o último lugar do mundo onde ainda se descobrem novas espécies de mamíferos.
Na região amazônica, foram achados sete novas espécies de macacos desde 1990, o último deles no ano passado às margens do Rio Aripuanã. Só no Parque Nacional do Jaú, foram descobertas nos anos 90, doze novas espécies de peixes, duas de roedores, dois tipos de sapos e duas árvores, ainda ignoradas pela ciência.

## Infraestrutura

### Saúde
O município possuía, em 2009, 7 estabelecimentos de saúde, sendo todos estes públicos municipais ou estaduais, entre hospitais, pronto-socorros, postos de saúde e serviços odontológicos. Neles havia 47 leitos para internação. Em 2014, 95,62% das crianças menores de 1 ano de idade estavam com a carteira de vacinação em dia. O índice de mortalidade infantil entre crianças menores de 5 anos, em 2016, foi de 5,18, indicando uma redução em comparação com 1995, quando o índice foi de 37,31 óbitos a cada mil nascidos vivos. Entre crianças menores de 1 ano de idade, a taxa de mortalidade reduziu de 26,12 (1995) para 2,59 a cada mil nascidos vivos, totalizando, em números absolutos, 107 óbitos nesta faixa etária entre 1995 e 2016. No mesmo ano, 34,20% das crianças que nasceram no município eram de mães adolescentes. Conforme dados do Sistema Único de Saúde (SUS), órgão do Ministério da Saúde, a taxa de mortalidade devido a acidentes de transportes terrestres registrou 8,09 óbitos, em 2016, representando um aumento se comparado com 1996, quando este indicador registrou 7,01 óbitos. Ainda conforme o SUS, baseado em pesquisa promovida pelo Sistema de Informações Hospitalares do DATASUS, não houve registros de internação hospitalar relacionada ao uso abusivo de bebidas alcoólicas e outras drogas, entre 2008 e 2017.
A taxa de mortalidade infantil média na cidade é de 11.07 para 1.000 nascidos vivos, ocupando a 45ª posição entre os municípios do estado do Amazonas. Entre 1996 e 2016, houve 3 registros de mortalidade materna, que é quando a gestante entra em óbito por complicações decorrentes da gravidez. Cerca de 92,7% das crianças menores de 2 anos de idade foram pesadas pelo Programa Saúde da Família em 2014, sendo que 0,2% delas estavam desnutridas.
Dos estabelecimentos de saúde que Novo Aripuanã possuía, até 2009, 3 deles eram especializados em clínica médica, obstetrícia e pediatria e nenhum estabelecimento de saúde detinha especialização em psiquiatria, cirurgia bucomaxilofacial ou traumato-ortopedia. Dos estabelecimentos de saúde, apenas 1 deles era com internação. Até 2016, havia 10 registros de casos de HIV/AIDS, tendo uma taxa de incidência, em 2016, era de 8,09 casos a cada 100 mil habitantes, e a mortalidade, em 2016, 0 óbitos a cada 100 mil habitantes. Entre 2001 e 2012 houve 780 casos de doenças transmitidas por mosquitos e insetos, sendo a principal delas a dengue, a leishmaniose e a malária.

## Cultura
Em Novo Aripuanã acontece o festival folclórico FestLendas, onde são apresentadas danças regionais e culturais tais como quadrilhas, cirandas e lendas.
No ano de 2008 foram apresentadas as seguintes atrações:
- Quadrilhas: Quadrilha "Os Machões da 14", Quadrilha Espalha-Brasa e Quadrilha Teatral
- Cirandas: Ciranda do Amor, Ciranda Jovens Unidos e Ciranda Raça Aripuanaense.
- Lendas: Lenda do Apurinã, Lenda do Jurupari e Lenda do Tucumã.